# جيريمي بارلو
جيريمي بارلو (بالإنجليزية: Jeremy Barlow)‏ هو لاعب كرة قدم أمريكي، ولد في 11 أغسطس 1985 في سان فرانسيسكو في الولايات المتحدة. لعب مع دي.سي. يونايتد ولوس أنجلوس غلاكسي.

## وصلات خارجية
- جيريمي بارلو على موقع الدوري الأمريكي (الإنجليزية)